# Lighthouse Studio
株式会社Lighthouse Studio（ライトハウススタジオ、英: Lighthouse Studio, Inc.）は、ゲーム総合メディア「神ゲー攻略」やECサイト「Kaubel」、インフルエンサーマーケティング「LIT LIVE」を運営する企業。2022年1月1日より、株式会社VOYAGE Lighthouse Studioから株式会社Lighthouse Studioに社名変更。2025年から英語版ゲームメディア「GameTrek」をリリース。

## 概要
2017年11月1日、CARTA HOLDINGS（VOYAGE GROUP）の子会社として設立。「神ゲー攻略」は、2015年から運営しているゲーム総合情報サイトである。2022年からECサイト「Kaubel」のリリース、2023年からインフルエンサーマーケティング事業「LIT LIVE」を立ち上げた。2025年1月 - 英語版ゲームメディア「GameTrek」をリリース。

## 事業
- ゲーム情報などの提供を行うメディア事業
- おすすめ商品などの紹介を行うECメディア事業
- インフルエンサーマーケティング事業

## 提供中のサービス
- ゲームプレイに不可欠な攻略情報をユーザーに提供「ゲーム攻略」
- 発売前のゲームを専属ライターが執筆「ゲームレビュー」
- 最新のゲーム情報やアップデード情報「ニュース」
- 攻略チームによるオリジナル動画解説「動画配信」
- インフルエンサーを起用したタイアップ動画
- おすすめ商品を紹介するECサイト

## 沿革
- 2015年 - ゲーム総合メディア「神ゲー攻略」をリリース
- 2017年11月 - 株式会社VOYAGE Lighthouse Studioを設立
- 2019年5月 - オフィスを渋谷ソラスタへ移転
- 2022年1月 - 株式会社Lighthouse Studioに社名変更
- 2022年4月 - 最適な商品が見つかるおすすめ情報サービス「Kaubel」をリリース
- 2023年9月 - インフルエンサーマーケティング事業「LIT LIVE」をリリース
- 2023年12月 - オフィスを虎ノ門ヒルズ ステーションタワーへ移転
- 2025年1月 - 英語版ゲームメディア「GameTrek」をリリース